# I-5 스캐짓강 다리 붕괴 사고

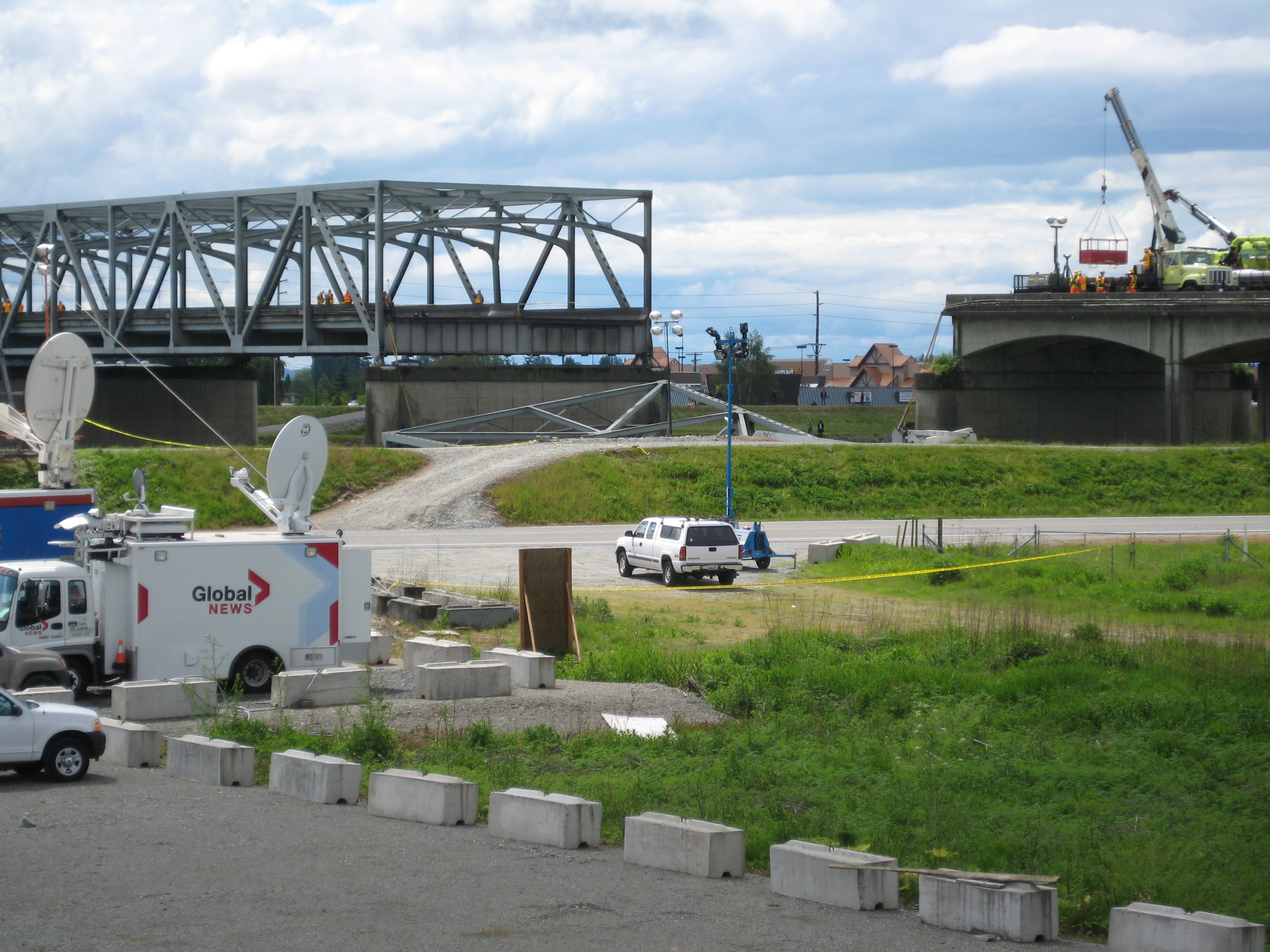

I-5 스캐짓 강 다리 붕괴 사고는 2013년 5월 23일 미국 워싱턴주 벌링턴과 마운트버넌을 잇는 5번 고속도로(I-5) 다리가 붕괴된 사고이다. 사망자는 없다.